# Vieillespesse
Vieillespesse est une commune française, située dans le département du Cantal en région Auvergne-Rhône-Alpes.

## Géographie
Commune située à 15 km au nord/nord-est de Saint-Flour (sous-préfecture du Cantal) via le col de la Fageole (1 114 m).
Elle est composée d'un centre bourg (église romane) et de 9 hameaux dispersés dans le paysage vallonné environnant : le Pradal, Le Vialard, la Fageole, le Soul, Loubinet, la Gare, le Pont de Léry et la Moureyre.
La rivière qui la traverse d'est en ouest est l'Arcueil, affluent de l'Alagnon, puis de l'Allier, et enfin de la Loire.

### Communes limitrophes
Les communes limitrophes sont  Coren, Lastic, Mentières, Rézentières, Saint-Mary-le-Plain, Saint-Poncy et Tiviers.
| Saint-Mary-le-Plain | Saint-Poncy   |         |
| Rézentières         | Vieillespesse | Lastic  |
| Coren               | Mentières     | Tiviers |

### Climat
Pour des articles plus généraux, voir Climat d'Auvergne-Rhône-Alpes et Climat du Cantal.
En 2010, le climat de la commune est de type climat des marges montargnardes, selon une étude du CNRS s'appuyant sur une série de données couvrant la période 1971-2000. En 2020, Météo-France publie une typologie des climats de la France métropolitaine dans laquelle la commune est exposée à un climat de montagne ou de marges de montagne et est dans la région climatique  Nord-est du Massif Central, caractérisée par une pluviométrie annuelle de 800 à 1 200 mm, bien répartie dans l’année. 
Pour la période 1971-2000, la température annuelle moyenne est de 7,7 °C, avec une amplitude thermique annuelle de 15,6 °C. Le cumul annuel moyen de précipitations est de 773 mm, avec 9,7 jours de précipitations en janvier et 6,6 jours en juillet. Pour la période 1991-2020, la température moyenne annuelle observée sur la station météorologique de Météo-France la plus proche, « St- Poncy_sapc »sur la commune de Saint-Poncy à 5 km à vol d'oiseau, est de 9,4 °C et le cumul annuel moyen de précipitations est de 741,8 mm,. Pour l'avenir, les paramètres climatiques de la commune estimés pour 2050 selon différents scénarios d'émission de gaz à effet de serre sont consultables sur un site dédié publié par Météo-France en novembre 2022.

## Urbanisme

### Typologie
Au 1er janvier 2024, Vieillespesse est catégorisée commune rurale à habitat très dispersé, selon la nouvelle grille communale de densité à 7 niveaux définie par l'Insee en 2022.
Elle est située hors unité urbaine. Par ailleurs la commune fait partie de l'aire d'attraction de Saint-Flour, dont elle est une commune de la couronne,. Cette aire, qui regroupe 36 communes, est catégorisée dans les aires de moins de 50 000 habitants,.

### Occupation des sols
L'occupation des sols de la commune, telle qu'elle ressort de la base de données européenne d’occupation biophysique des sols Corine Land Cover (CLC), est marquée par l'importance des territoires agricoles (78,1 % en 2018), en augmentation par rapport à 1990 (77,2 %). La répartition détaillée en 2018 est la suivante : 
prairies (53,2 %), zones agricoles hétérogènes (23,6 %), forêts (21,9 %), terres arables (1,3 %). L'évolution de l’occupation des sols de la commune et de ses infrastructures peut être observée sur les différentes représentations cartographiques du territoire : la carte de Cassini (XVIIIe siècle), la carte d'état-major (1820-1866) et les cartes ou photos aériennes de l'IGN pour la période actuelle (1950 à aujourd'hui).

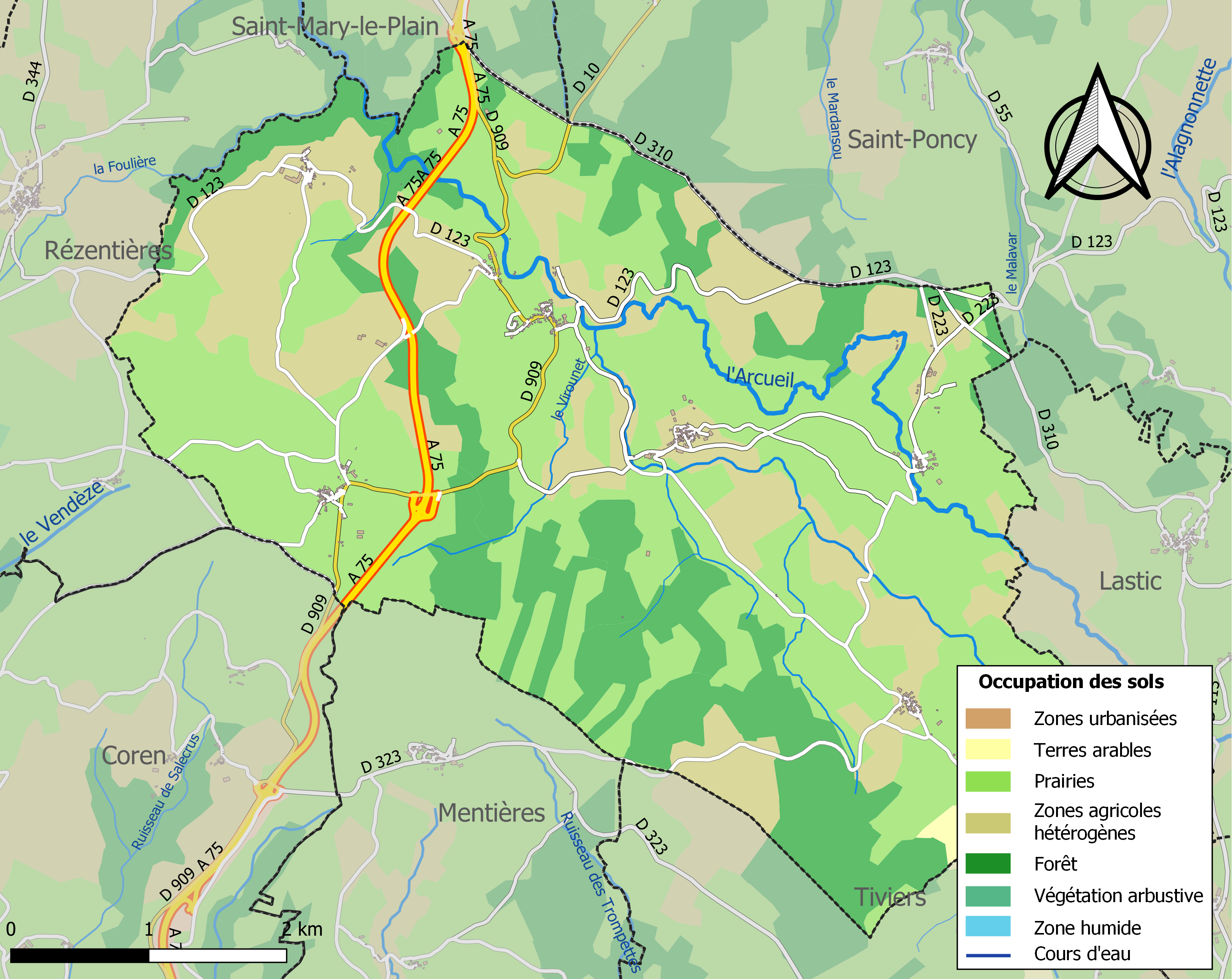
Carte des infrastructures et de l'occupation des sols de la commune en 2018 (CLC).

### Habitat et logement
En 2018, le nombre total de logements dans la commune était de 180, alors qu'il était de 175 en 2013 et de 174 en 2008.
Parmi ces logements, 59,9 % étaient des résidences principales, 23,4 % des résidences secondaires et 16,7 % des logements vacants. Ces logements étaient pour 96,7 % d'entre eux des maisons individuelles et pour 3,3 % des appartements.
Le tableau ci-dessous présente la typologie des logements à Vieillespesse en 2018 en comparaison avec celle du Cantal et de la France entière. Une caractéristique marquante du parc de logements est ainsi une proportion de résidences secondaires et logements occasionnels (23,4 %) supérieure à celle du département (20,4 %) et à celle de la France entière (9,7 %). Concernant le statut d'occupation de ces logements, 83,5 % des habitants de la commune sont propriétaires de leur logement (84,3 % en 2013), contre 70,4 % pour le Cantal et 57,5 pour la France entière.
| Typologie                                               | Vieillespesse | Cantal | France entière |
| ------------------------------------------------------- | ------------- | ------ | -------------- |
| Résidences principales (en %)                           | 59,9          | 67,7   | 82,1           |
| Résidences secondaires et logements occasionnels (en %) | 23,4          | 20,4   | 9,7            |
| Logements vacants (en %)                                | 16,7          | 11,9   | 8,2            |

## Toponymie
Le village est transcrit Velglepesse en 1294, Veterispissac en 1329. Cette dernière mention suggère que le nom signifie "vieille forêt dense", de l'ancien français espes/espeis (épais, dense), d'où "fourré épais". L'étymologie est donc à rapprocher des noms de lieux les Épesses et les Époisses.

## Histoire
La commune de Vieillespesse est près de la voie romaine reliant Toulouse à Clermont et passant par Anterrieux et Brioude. Cette route vient de la Lozère et passe par Montchamp et Celoux (communes limitrophes).
Le hameau de Pont de Léry révèle des traces d'occupation dès le XIe siècle. En 1052, l'existence de terres appartenant à des moines est avérée. Une communauté de moines venant de l'abbaye des îles de Lérins (en baie de Cannes) s'est implantée dans cette vallée. Ils ont construit une chapelle dédiée à sainte Anne. Le portail est encore visible dans le bourg de Lastic.
L'église romane du bourg date du XIIe siècle. Elle a été plusieurs fois remaniée.
Au XIIIe siècle, la Haute Auvergne est divisée en quatre grands fiefs dont le duché de Mercœur et le mandement de Lastic / Cistrières. Vers 1295, Pont de Lérins / Pont de Léris appartient aux barons/ducs de Mercœur. Ainsi, dépendant à l'origine des seigneurs de Lastic (commune sise sur une éminence notable et proche), la paroisse a constitué au cours des siècles un enjeu de pouvoir qui finit par échoir aux évêques de Saint-Flour.
En 1329, toutes les propriétés appartenant à Lérins sont données au chapitre de l'église Sainte-Marie de Saint-Flour (désaffectée aujourd'hui).
Vers 1652, Pont de Lérins et Vieillespesse figurent sur la première carte connue du Cantal : « Carte générale des montagnes de Haute-Auvergne par l'Ingénieur Sieur de Clerville ».
La carte dite de Cassini, établie autour de 1770, mentionne « le Pont de Léry ». Autres sites proches : « la Vastre » (?), « Pradal », « Lobinet ».
1778 : le duché de Mercœur démembré depuis longtemps, les possessions sont passées au prince de Conti. À cette date, elles sont réunies au domaine royal.
En 1789, il y a encore un chapelain et des revenus correspondants.
1897 : Vieillespesse fait partie des 15 communes du canton Nord de Saint-Flour qui compte 10 240 habitants.
Le développement du chemin de fer dans les premières années du XXe siècle amène la création d'une ligne omnibus qui traverse la commune (création du quartier dit de la Gare). D'importants terrassements sont réalisés pour franchir ce paysage très vallonné. La firme américaine Westinghouse choisit d'ailleurs ce site pour effectuer des essais pour certains de ses systèmes de freins électriques. La ligne est désaffectée au milieu du siècle.
27 janvier 2011 : secousse tellurique de magnitude 3,4 (échelle mobile de Richter) sur la commune de Challiers (13 km au sud de Saint-Flour).

## Population et société

### Démographie
L'évolution du nombre d'habitants est connue à travers les recensements de la population effectués dans la commune depuis 1793. Pour les communes de moins de 10 000 habitants, une enquête de recensement portant sur toute la population est réalisée tous les cinq ans, les populations de référence des années intermédiaires étant quant à elles estimées par interpolation ou extrapolation. Pour la commune, le premier recensement exhaustif entrant dans le cadre du nouveau dispositif a été réalisé en 2007.

En 2022, la commune comptait 261 habitants, en évolution de +1,56 % par rapport à 2016 (Cantal : −1,08 %, France hors Mayotte : +2,11 %).
| 1793 | 1800 | 1806 | 1821 | 1831 | 1836 | 1841 | 1846 | 1851 |
| ---- | ---- | ---- | ---- | ---- | ---- | ---- | ---- | ---- |
| 826  | 746  | 738  | 841  | 712  | 743  | 780  | 836  | 703  |

| 1856 | 1861 | 1866 | 1872 | 1876 | 1881 | 1886 | 1891 | 1896 |
| ---- | ---- | ---- | ---- | ---- | ---- | ---- | ---- | ---- |
| 744  | 668  | 615  | 557  | 601  | 626  | 686  | 646  | 623  |

| 1901 | 1906 | 1911 | 1921 | 1926 | 1931 | 1936 | 1946 | 1954 |
| ---- | ---- | ---- | ---- | ---- | ---- | ---- | ---- | ---- |
| 571  | 548  | 573  | 536  | 506  | 543  | 483  | 450  | 415  |

| 1962 | 1968 | 1975 | 1982 | 1990 | 1999 | 2006 | 2007 | 2012 |
| ---- | ---- | ---- | ---- | ---- | ---- | ---- | ---- | ---- |
| 375  | 347  | 317  | 302  | 254  | 248  | 252  | 253  | 263  |

| 2017 | 2022 | - | - | - | - | - | - | - |
| ---- | ---- | - | - | - | - | - | - | - |
| 248  | 261  | - | - | - | - | - | - | - |

### Manifestations et festivités
- Une foire le 16 mai (bestiaux, matériel agricole, fleurs...).
- Une fête patronale le dernier week-end d'août.

## Économie

### Commerces
Un restaurant devant l'église Saint-sulpice, La femme du Barbu, jeune talent Auvergne Rhône Alpes, chef Julien Ayral

### Commerces itinérants
- Un boulanger, primeur de la Chapelle-Laurent, une fois par semaine.
- Un épicier de la Chapelle-Laurent, une fois par semaine.
- Un poissonnier, une fois par semaine.
- Un boulanger de Talizat, une fois par semaine.

### Entreprises artisanales
- Un garage automobile (vente et réparations).

### Zone d'activité et lotissement sur la commune
- Lotissement communal "Joli Village".

## Culture locale et patrimoine

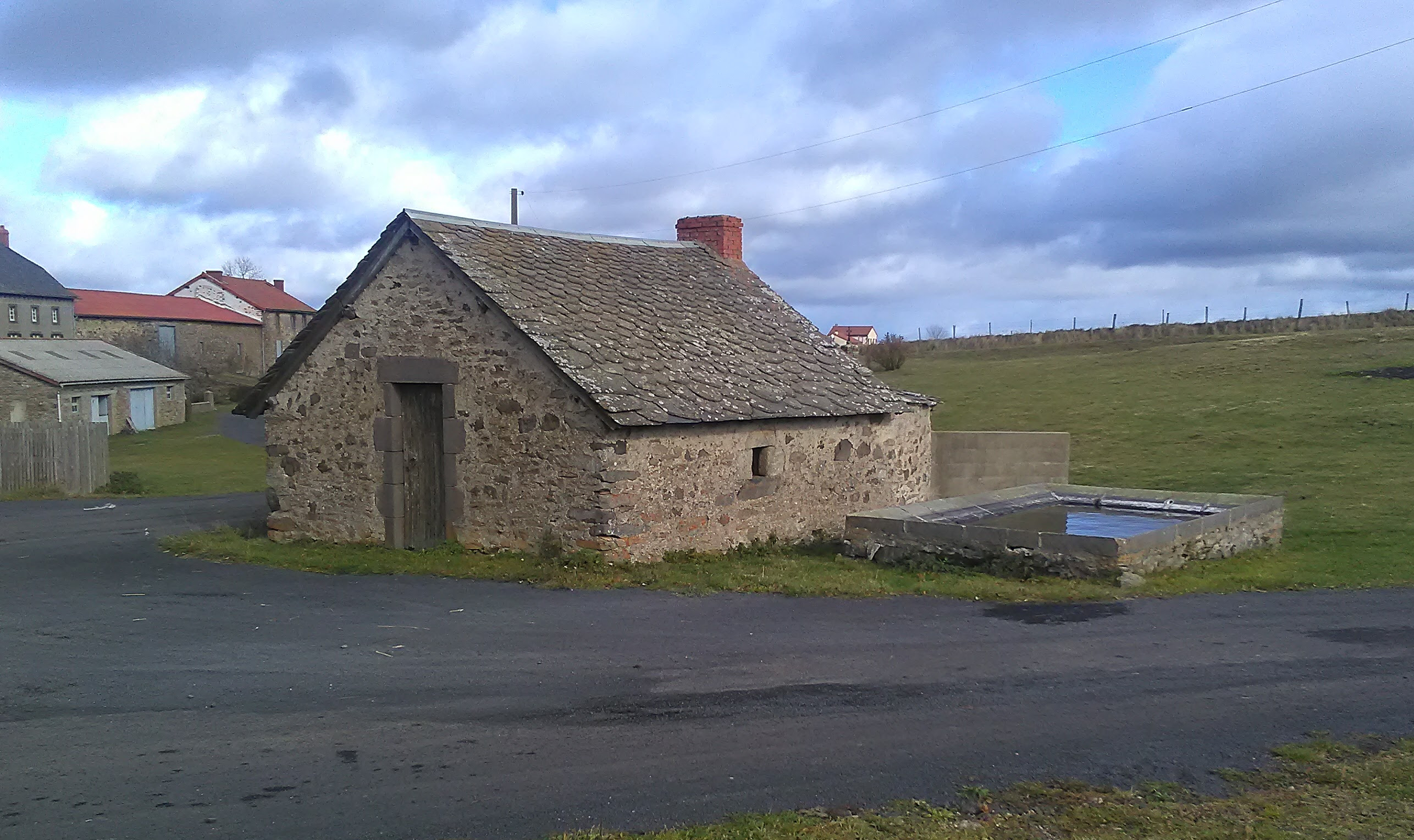
Four et lavoir de La Fageolle.

### Lieux et monuments
- L'église, dédiée à saint Sulpice (XIIe-XVe siècle), est sise au sein du bourg principal. Malgré de nombreuses transformations au cours des siècles, le portail, la travée centrale de la nef, le chœur et les modillons réemployés demeurent dans le plus pur style roman.
- Le village est également riche en petit patrimoine avec, entre autres, la fontaine restaurée Saint-Sulpice.

### Personnalités liées à la commune
- Pierre Vayron (1752-1825), vicaire général de l'évêque constitutionnel du Cantal et député; né sur la commune.